# Пеунков, Сергей Викторович
Сергей Викторович Пеунков (6 июня 1956, Архангельск) — советский биатлонист, участник Кубка мира, призёр чемпионата СССР. Мастер спорта СССР.

## Биография
Окончил МВТУ им. Баумана. Представлял город Москву и спортивное общество «Буревестник», с 1980 года — общество «Динамо».
В составе сборной СССР принимал участие в первом этапе Кубка мира по биатлону сезона 1978/79, проходившем в Карловых Варах. В составе эстафетной команды занял второе место.
В чемпионатах СССР становился серебряным призёром в спринте в 1980 году и бронзовым призёром в эстафете в 1981 году в составе сборной общества «Динамо». Двукратный чемпион СССР в патрульной гонке[уточнить].
Победитель зимней Спартакиады народов РСФСР 1981 года, двукратный чемпион РСФСР 1982 года в спринте и индивидуальной гонке.

## Семья
Племянник — Пеунков Алексей Владимирович (род. 1976), бывший депутат законодательного собрания Архангельской области, осуждённый за организацию двух убийств.